# Diplomacy (Buch)
Diplomacy (Titel der englischsprachigen Originalausgabe; deutsch unter dem Titel Die Vernunft der Nationen. Über das Wesen der Außenpolitik veröffentlicht) ist ein Buch von Henry Kissinger (1923–2023), des US-amerikanischen Diplomaten und ehemaligen US-Außenministers.

## Einführung
Diplomacy (dt.: Diplomatie) ist ein umfangreiches, fast tausend Seiten umfassendes Werk über die Geschichte der internationalen Beziehungen von der Unterzeichnung des Westfälischen Friedens (1648) bis zum Ende des 20. Jahrhunderts. Die amerikanische Ausgabe des Buches erschien 1994, im gleichen Jahr wurde auch eine deutsche Übersetzung veröffentlicht. Kissinger bezieht sich in seinem Buch selten auf sich selbst, obwohl er unter den Präsidenten Richard Nixon und Gerald Ford wichtige offizielle Ämter bekleidete.
Das Buch analysiert bestimmte Momente der westlichen Diplomatiegeschichte und konzentriert sich vor allem auf das 20. Jahrhundert. Besonders viel Platz räumt es den großen Politikern und ihrer Weltsicht ein. Seine Inhalte erstrecken sich vom Dreißigjährigen Krieg im 17. Jahrhundert bis zum Ende des Kalten Krieges am Ende des 20. Jahrhunderts. Das Buch umspannt somit dreihundert Jahre Geschichte und porträtiert politische Persönlichkeiten wie Richelieu, Metternich, Bismarck, Churchill, Roosevelt, Stalin, Charles de Gaulle, Nixon, Mao Zedong, Zhou Enlai, Reagan, Michail Gorbatschow und weitere.
Als Verfechter der realistischen Theorie in den internationalen Beziehungen stützt sich Kissinger auf die Konzepte der Staatsraison und der Realpolitik. Diplomacy ist ein einflussreiches Überblickswerk, obwohl seine historische Genauigkeit angezweifelt wurde.
In einer Rezension der New York Times wurde das Buch mit Machiavellis Klassiker Discorsi verglichen und vorausgesagt, dass es in Zukunft wie Machiavellis Buch "for its wisdom" ("wegen seiner Weisheit") gelesen werden wird.
Das Buch ist den Männern und Frauen des Foreign Service der Vereinigten Staaten gewidmet. Es ist in 31 Kapitel unterteilt. 
Einen Ausblick auf eine neue Weltordnung nach dem Ende des Kalten Krieges lieferte Kissinger seinerzeit unter anderem mit den folgenden Worten:

„The end of the Cold War has created what some observers have called a “unipolar” or “one superpower” world. But the United States is actually in no better position to dictate the global agenda unilaterally than it was at the beginning of the Cold War. America is more preponderant than it was ten years ago, yet, ironically, power has become more diffuse. Thus, America’s ability to employ it to shape the rest of the world has actually decreased. … America will be the greatest and most powerful nation, but a nation with peers; the primus inter pares but nonetheless a nation like others.“

Deutsche Übersetzung:

„Das Ende des Kalten Krieges hat eine Welt geschaffen, die einige Beobachter als "unipolar" oder "eine Supermacht" bezeichnen. Die Vereinigten Staaten sind jedoch in keiner besseren Position, die globale Agenda einseitig zu diktieren, als sie es zu Beginn des Kalten Krieges waren. Amerika hat zwar eine größere Vormachtstellung als noch vor zehn Jahren, aber ironischerweise ist die Macht auch diffuser geworden. So hat Amerikas Fähigkeit, sie zur Gestaltung der übrigen Welt einzusetzen, tatsächlich abgenommen. ... Amerika wird die größte und mächtigste Nation sein, aber eine Nation unter Gleichen; der Primus inter pares, aber dennoch eine Nation wie andere.“

## Inhalt
Das Buch ist folgendermaßen untergliedert (dt. Ausgabe):
- 1 Die neue Weltordnung
- 2 Der Wendepunkt: Theodore Roosevelt oder Woodrow Wilson
- 3 Das Gleichgewicht der Kräfte als Faktum: Richelieu, Wilhelm von Oranien und Pitt
- 4 Das Europäische Konzert: Großbritannien, Österreich und Rußland
- 5 Zwei Revolutionäre: Napoleon III. und Otto von Bismarck
- 6 Die Realpolitik tritt auf der Stelle
- 7 Die politische Untergangsmaschinerie: Europäische Diplomatie vor dem Ersten Weltkrieg
- 8 Dem Verderben entgegen: Die militärische Untergangsmaschinerie
- 9 Diplomatie im neuen Gewande: Wilson und der Versailler Vertrag
- 10 Das Dilemma der Sieger
- 11 Stresemann und der Wiederaufstieg der Besiegten
- 12 Das Ende der Illusionen: Hitler und die Zerstörung der Versailler Ordnung
- 13 Stalins Basar
- 14 Das Ende des Hitler-Stalin-Paktes
- 15 Amerika kehrt in die Arena zurück: Franklin Delano Roosevelt
- 16 Drei Wege zum Frieden: Roosevelt, Stalin und Churchill im Zweiten Weltkrieg
- 17 Der Beginn des Kalten Krieges
- 18 Der Erfolg und die Qualen der Eindämmungspolitik
- 19 Das Dilemma der Eindämmungspolitik: Der Koreakrieg
- 20 Churchill, Eisenhower und Adenauer: Die Verhandlungen mit den Kommunisten
- 21 Die Eindämmungspolitik schlägt Kapriolen: Die Suezkrise
- 22 Ungarn: Aufstand im Reich
- 23 Chruschtschows Ultimatum: Die Berlin-Krise zwischen 1958 und 1963
- 24 Konzeption einer westlichen Einheit: Macmillan, de Gaulle, Eisenhower und Kennedy
- 25 Vietnam - der Anfang der Verwicklung: Truman und Eisenhower
- 26 Vietnam: Auf dem Weg zur Verzweiflung - Die Jahre unter Kennedy und Johnson
- 27 Die Räumung Vietnams: Die Nixon-Jahre
- 28 Außenpolitik als Geopolitik: Nixons Dreiecksdiplomatie
- 29 Das Unbehagen an der Entspannungspolitik
- 30 Das Ende des Kalten Krieges: Reagan und Gorbatschow
- 31 Noch einmal: Zur Frage einer neuen Weltordnung